# 13229 Echion
13229 Echion eller 1997 VB1 är en trojansk asteroid i Jupiters lagrangepunkt L4. Den upptäcktes 2 november 1997 av de båda tjeckiska astronomerna Miloš Tichý och Jana Tichá vid Kleť-observatoriet. Den är uppkallad efter Echion i den grekiska mytologin.
Asteroiden har en diameter på ungefär 28 kilometer.